# Müde bin ich, geh zur Ruh

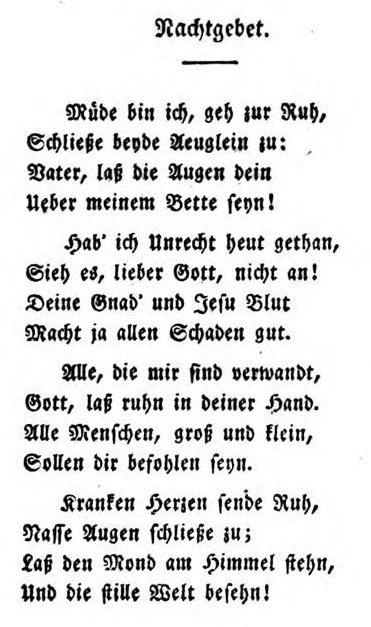
Müde bin ich, geh zur Ruh, Erstdruck 1829

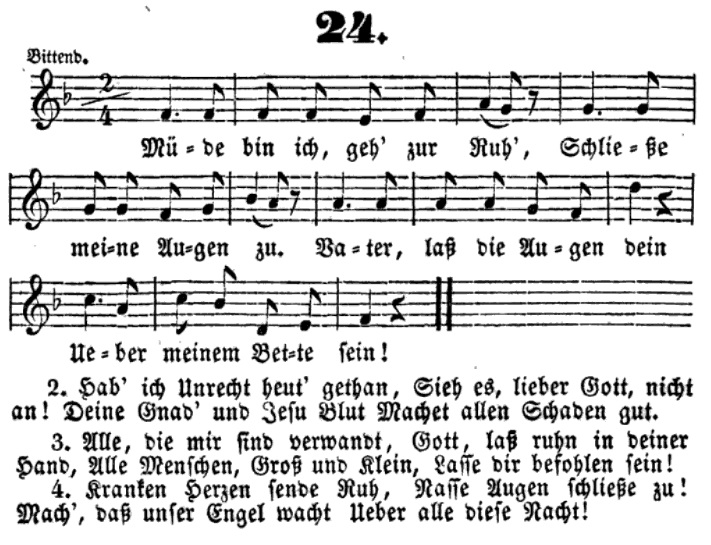
Lieder-Buch für Kleinkinder-Schulen, Kaiserswerth 1842, mit der, leicht abgewandelt, im Evangelischen Gesangbuch von 1993 enthaltenen Melodie

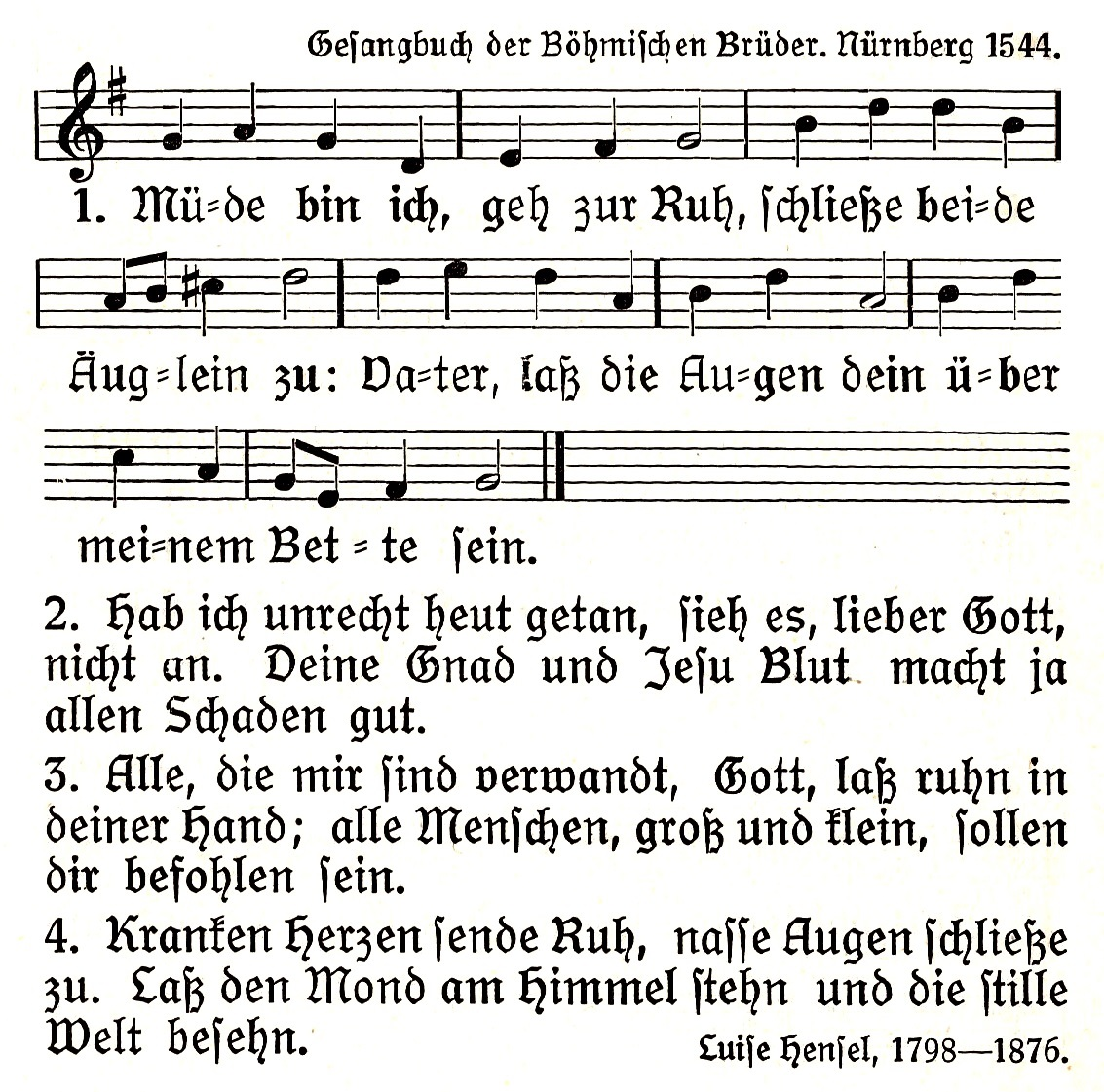
Als „geistliches Volkslied“ im Anhang des Deutschen Evangelischen Gesangbuchs von 1915

Müde bin ich, geh zur Ruh ist ein Nachtgebet von Luise Hensel. Sie verfasste das vierstrophige Gedicht als 18-Jährige im Herbst 1816 in Berlin. Es wurde das populärste ihrer Gedichte, das an zahllosen Kinderbetten gebetet und mit verschiedenen Melodien auch als Abendlied gesungen wurde. Die romantische Kunstnaivität des Textes provozierte auch immer wieder Parodien.

## Entstehung und Textüberlieferung
Biografisch fällt die Entstehung des Textes in die Zeit der intensiven Hinwendung Hensels zum Christentum im Geist der Romantik, die 1818 dazu führte, dass sie, die evangelische Pfarrerstochter, zur katholischen Kirche konvertierte. Es war zugleich die Zeit ihrer ersten literarischen Produktivität, inspiriert vom Geist und Tonfall der Sammlung Des Knaben Wunderhorn.
Die Textüberlieferung ist kompliziert. Ein Autograph, datiert 1816, aber später geschrieben, ging im Zweiten Weltkrieg verloren, existiert jedoch in einer Faksimile-Veröffentlichung von 1935. Der Erstdruck findet sich, ohne Verfasserangabe, in Melchior von Diepenbrocks Geistlichem Blumenstrauß, Sulzbach 1829. Die einzige von Hensel autorisierte Druckfassung, teilweise abweichend vom Autograph, bietet Christoph Bernhard Schlüter, Lieder von Luise Hensel, Paderborn 1869.

## Form und Inhalt
Das Gedicht mit der Überschrift Abendlied bzw. Nachtgebet besteht aus vier Strophen zu vier trochäischen, vierhebigen Zeilen in männlichen Reimpaaren – eine kunstlose Form als künstlerisches Stilmittel. Der Text ist, entgegen seiner späteren Rezeption, ursprünglich kein Kindergebet, sondern ein Ausdruck wiedergewonnenen oder wiederersehnten Kinderglaubens.
Das lyrische Ich geht aus von der Situation des Zu-Bett-Gehens und Augen-Schließens und knüpft daran die erste Bitte, dass der Vater seine Augen über dem Schlafenden wachen lassen möge. Die zweite Strophe bittet um Nichtanrechnung begangenen Unrechts aus Gnade um des Blutes Jesu willen. Mit der dritten Strophe wird das Gebet zur Fürbitte für Verwandte und für alle Menschen. Das konkretisiert die vierte Strophe mit der Erwähnung besonderer Nöte. Die Schlusszeilen erwähnen den Mond, der die „stille Welt besehn“ möge, ein naturromantisches Gleichnis für das göttliche Wachen, das an die erste Strophe anknüpft, aber später manchmal missverstanden und durch „frömmere“ Zeilen ersetzt wurde.
Müde bin ich, geh zur Ruh war wegen seines häuslichen Inhalts nie ein Kirchenlied, wohl aber ein familiäres Andachtslied in evangelischen und katholischen Familien. Diese Gattung werteten die Redaktoren des Evangelischen Gesangbuchs (1993) auf, u. a. durch die Aufnahme von Hensels Nachtgebet in den Stammteil (Nr. 484). Auch das reformierte (Nr. 621) und das katholische Schweizer Gesangbuch (Nr. 685) enthalten es.

## Text
Hier der Text nach dem Evangelischen Gesangbuch mit Anmerkung der wesentlichen Textvarianten:
1. Müde bin ich, geh zur Ruh,

schließe meine Augen zu.

Vater, lass die Augen dein

über meinem Bette sein.

2. Hab ich Unrecht heut getan,

sieh es, lieber Gott, nicht an.

Deine Gnad und Jesu Blut

machen allen Schaden gut.

3. Alle, die mir sind verwandt,

Gott, lass ruhn in deiner Hand;

alle Menschen, groß und klein,

sollen dir befohlen sein.

4. Müden Herzen sende Ruh,

nasse Augen schließe zu.

Lass den Mond am Himmel stehn

und die stille Welt besehn.

## Melodien
Das Versmaß der um die Auftaktsilbe verkürzten ambrosianischen Hymnenstrophe lässt sich mit zahlreichen Melodien verbinden, und das geschah auch im Lauf der Rezeptionsgeschichte. Populär wurde die Kaiserswerther Melodie von 1842, obwohl sie wegen ihrer vielen Tonrepetitionen auf die Ablehnung von Fachleuten stieß. Sie ist, mit wenigen Abweichungen, die Singweise im Evangelischen Gesangbuch. Das Deutsche Evangelische Gesangbuch (1915) bot eine auf die Böhmischen Brüder zurückgehende Melodie; diese findet sich auch in den Schweizer Gesangbüchern.

## Luise Hensels Grabinschrift

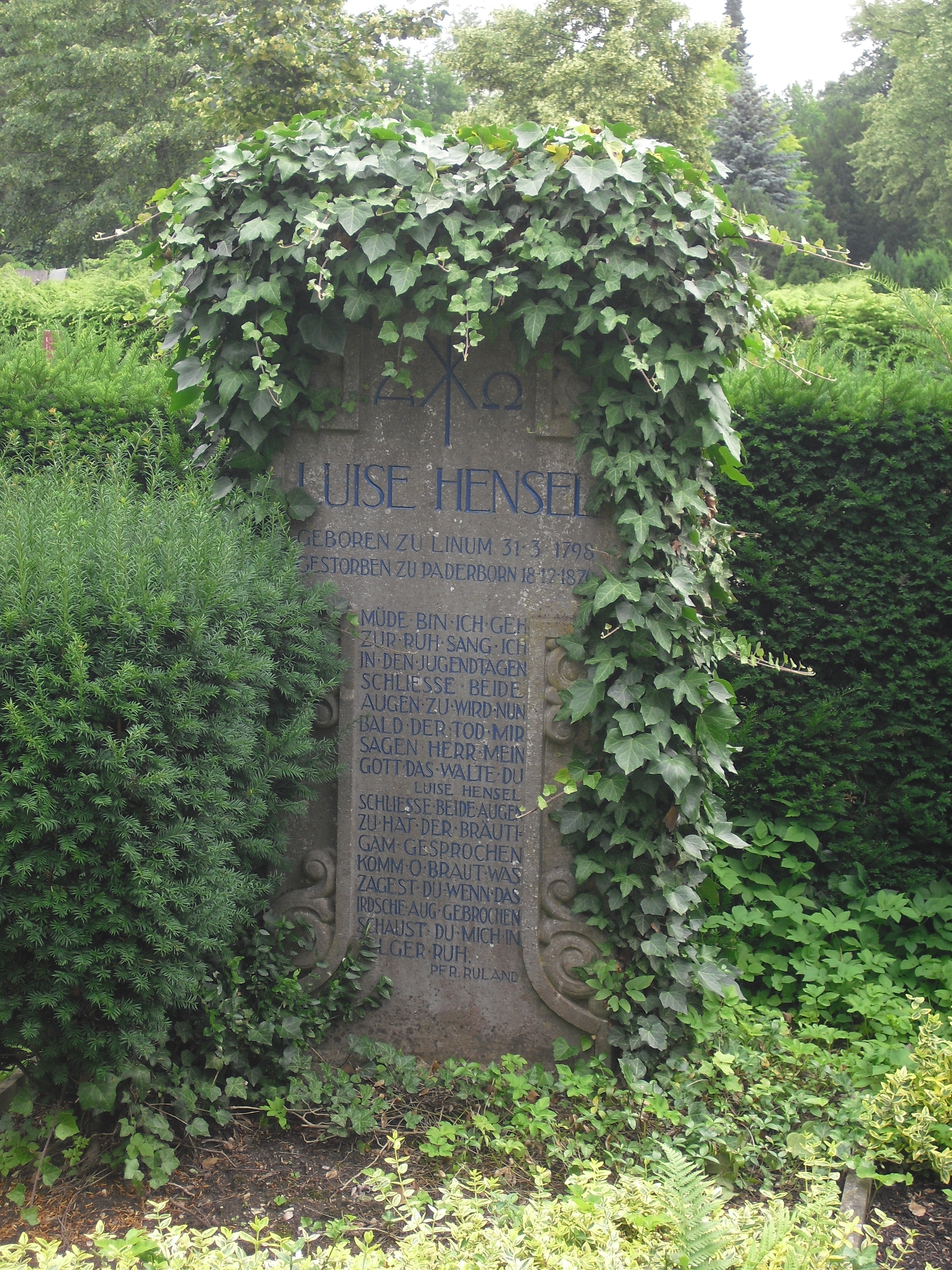
Grabstein auf dem Ostfriedhof in Paderborn (1932 mit der alten Inschrift erneuert)

Welche Bedeutung das Nachtgebet auch in Luise Hensels Selbstdeutung hatte, zeigt ihre Grabinschrift:
Müde bin ich, geh zur Ruh,

sang ich in den Jugendtagen.

Schließe beide Augen zu,

wird nun bald der Tod mir sagen.

Herr, mein Gott, das walte du.

          Luise Hensel

Schließe beide Augen zu,

hat der Bräutigam gesprochen.

Komm, o Braut, was zagest du?

Wenn das irdsche Aug gebrochen,

schaust du mich in selger Ruh.

          Pfr. Ruland

## Übersetzungen
Ins Dänische übersetzt, „Jeg er træt og går til ro, lukker mine øjne to...“ im Kirchengesangbuch Den danske Salmebog, Kopenhagen 1953, Nr. 717 (Quelle: „Luise Hensel, 1843“, übersetzt von Kr. Arentzen, 1846 [Kristian August Emil Arentzen, 1823 – 1899, Lehrer in Kopenhagen]), gleichfalls im aktuellen Kirchengesangbuch Den Danske Salmebog, Kopenhagen 2002, Nr. 717 (mit korrigierter Quellenangabe: „Luise Hensel, 1817“); ebenfalls im Gesangbuch der dänischen Heimvolkshochschulbewegung, Højskolesangbogen, 18. Ausgabe, Kopenhagen 2006, Nr. 540 (Quelle: „Luise Hensel, 1817“, mit einer dänischen Melodie von Jørgen Malling, 1869 [Jørgen Henrik Malling, 1836 – 1905]).